# James Dwight

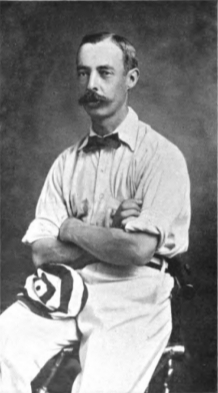
James Dwight (vor 1903)

James Dwight (* 14. Juli 1852 in Paris, Frankreich; † 13. Juli 1917 in Mattapoisett, Massachusetts) war ein US-amerikanischer Tennisspieler.

## Leben
Dwight wurde 1852 in Paris geboren. Im August 1874 spielte er zusammen mit seinem Cousin Fred Sears, dem Bruder des späteren siebenmaligen US-Meisters Richard Sears, in Nahant bei Boston das möglicherweise erste moderne Tennismatch auf amerikanischem Boden, weshalb er auch als „Vater“ des amerikanischen Tennis bezeichnet wird. Darüber hinaus war er neben Clarence Clark und E. H. Outerbridge, dem Bruder von Mary Outerbridge (der „Mutter“ des amerikanischen Tennis), einer der Hauptinitiatoren der Gründung des amerikanischen Tennisverbands USTA im Mai 1881. Von 1882 bis 1884 und von 1894 bis 1911 war er dessen Präsident und im Jahr 1900 an der Gründung des Davis Cups maßgeblich beteiligt.
Als Spieler gewann er zwischen 1882 und 1887 mit seinem Partner Richard Sears fünf Mal die amerikanischen Meisterschaften im Doppel. Sein größter Einzelerfolg war das Erreichen des Finales der amerikanischen Meisterschaften im Jahr 1883, das er gegen Sears verlor. Er war bei den Wimbledon Championships 1884 einer der ersten Spieler, die nicht aus dem Vereinigten Königreich stammten.
Dwight starb 1917 in Mattapoisett. Sein Sohn Richard Dwight, ebenfalls ein Tennisspieler, spielte sogar noch mit über 85 Jahren. 1955 wurde er in die International Tennis Hall of Fame aufgenommen.